# Lepidobotryaceae
Lepidobotryaceae je čeleď vyšších dvouděložných rostlin z řádu jesencotvaré.

## Charakteristika
Stálezelené dvoudomé stromy s celokrajnými střídavými listy s opadavými palisty. Listy mají pulvinátní řapíky a jsou ve skutečnosti jednolisté, nikoliv jednoduché. Květenství jsou drobné laty hroznů, obvykle vyrůstající naproti listům, zřídka vrcholová. Květy jsou nenápadné, zelené, pravidelné, jednopohlavné. Kalich i koruna volné, v počtu 5 plátků. Samčí květy s 10 tyčinkami ve 2 kruzích. Nitky tyčinek jsou přinejmenším na bázi srostlé v trubku. Gyneceum samičích květů je svrchní synkarpní ze dvou plodolistů s téměř přisedlou bliznou a 2 vajíčky v plodolistu. Plodem je nepravidelně pukající tobolka s 1 až 2 semeny. Semena jsou obklopena červenooranžovým míškem.
Čeleď zahrnuje 2 druhy ve dvou rodech s nevelkými areály rozšíření v tropické Americe a rovníkové západní Africe.
Způsoby opylování a šíření semen nejsou známy.

## Taxonomie
Cronquist řadil rod Lepidobotrys do čeledi šťavelovité (Oxalidaceae) v řádu kakostotvaré (Geraniales). V jiných systémech byl tento rod řazen do řádu mýdelníkotvaré (Sapindales) nebo do čeledí lnovité (Linaceae), rudodřevovité (Erythroxylaceae), případně do monotypické vlastní čeledi.
Rod Ruptiliocarpon byl popsán v roce 1993 a byla zvažována jeho příbuznost s rodem Lepidobotrys, s rodem Trichilia z čeledi Meliaceae nebo s čeledí Phyllanthaceae.
V systému APG I byla čeleď Lepidobotryaceae ponechána mezi čeleděmi s nejasným zařazením. V systému APG II z roku 2003 je již vedena v řádu jesencotvaré (Celastrales).

## Zástupci
- Lepidobotrys staudtii - nevelký strom, pocházející z oblasti Guinejského zálivu v rovníkové Africe (od Kamerunu po Etiopii)
- Ruptiliocarpon caracolito - strom vyskytující se ve Střední a Jižní Americe od Kostariky po Peru